# Ilino
Ilino (ryska Ильино) är en by i Gus-Chrustalnyj rajon i Vladimir oblast i Ryssland. Den är belägen runt 36 kilometer sydost om Gus-Chrustalnyj, 52 km väster om Murom och 90 km syd-öst om Vladimir. Byn ligger under orten Dobrjatinos administration och folkmängden uppgår till cirka 400 invånare.

## Historia
Invånarna berättar att byn är gammal och har funnits jättelänge. Redan år 1700 brann den ned och fick byggas upp på nytt. Byggnaderna var trånga. I Ilino bodde storbönder och fattiga torpare. Alla sysslade med jordbruk och hantverk.
Enligt statistiken finns det en beskrivning från 1859 om byn Ilino. Byn låg på den vänstra sidan av vägen från Vladimir till Kasimov. Enligt folkräkningen från 1859 bestod samhället av 98 hustomter och beboddes av 280 personer av manligt kön och 338 kvinnligt kön.
Byborna fick sitt vatten ifrån brunnar. Innan Rysslands avskaffande av livegenskapen år 1861 tillhörde byn Il'in och dess invånare var livegna under honom. Enligt kartan över Vladimir gubernija från 1865 är byn utmärkt som byn av godsägare Il'in. 

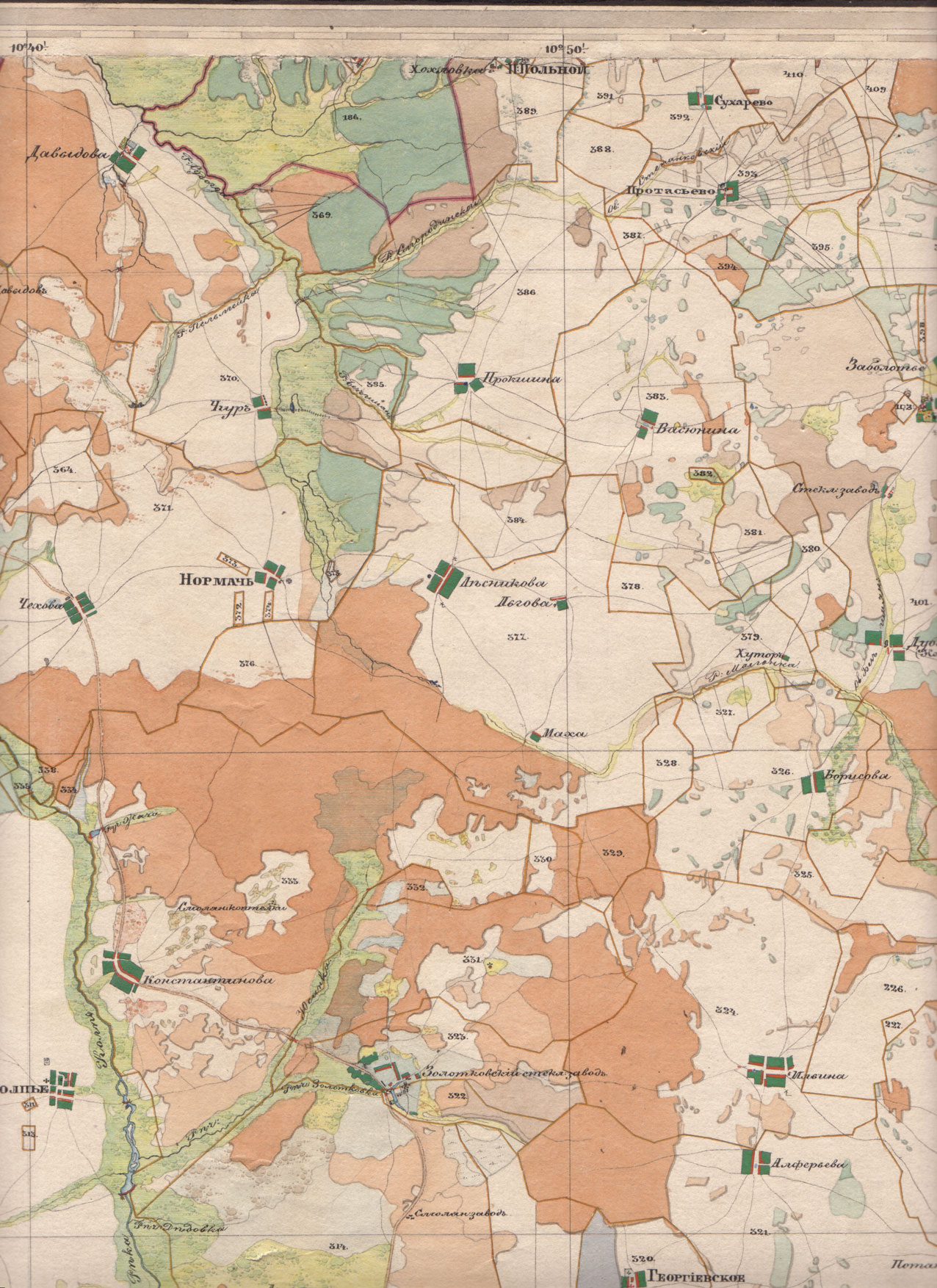
Ilino på kartan över Vladimir gubernija år 1865.

Ilino ingick i Georgijevskoje församling. Församlingen bestod av byarna: Georgijevskoje, Alferjeva, Ilino, Potapkovo, Pavlikovo, Obdichovo, Zolotkovo och Zacharovo.
Enligt församlingsboken från 1897 fanns det 1 493 män och 1 612 kvinnor i församlingen. Det finns berättelser att nära Ilino fanns byn Usad och där fanns en kyrka. I början av 1930-talet jämnades kyrkan med marken efter Josef Stalin order. Ikoner från den kyrkan fanns i kapellet nära Ilino. Tyvärr finns det inga historiska bekräftelser till den här berättelsen.
Förr i tiden hade byn inga gatunamn. Byn var uppdelad i områden: Zadvoritsa (längst bort ifrån byn Alförovo), Glagol, Centrum och Zaulok. Efter Zadvoritsa fanns skogen Gorki och i skogen låg det tre dammar: Krasnenkij, Novenkij och Dudkino. I Dudkino fanns det massor av kräftor. Nuförtiden finnes det fem gator i byn: Zelönaja, Novaja strojka, Priozörnaja, Centralnaja och Proletarskaja.